# Firenzei Egyetem
A Firenzei Egyetem (eredeti nevén Università degli Studi di Firenze, rövidítve UniFI) Olaszország egyik állami egyeteme, amelyet 1321-ben Studium generale néven alapítottak. Oktatási fióktelepei: Pistoia, Empoli, Prato, Sesto Fiorentino (a Hamletben Osmannoro), San Casciano in Val di Pesa, Vinci, Calenzano, Figline Valdarno, San Giovanni Valdarno, Borgo San Lorenzo városokban, valamint a régión kívül Lagonegro városában vannak, utóbbi csak az ápolástan oktatását szolgálja.
A diákok száma tekintetében ez Toszkána első, míg Itália hetedik egyeteme.

## Az egyetem története

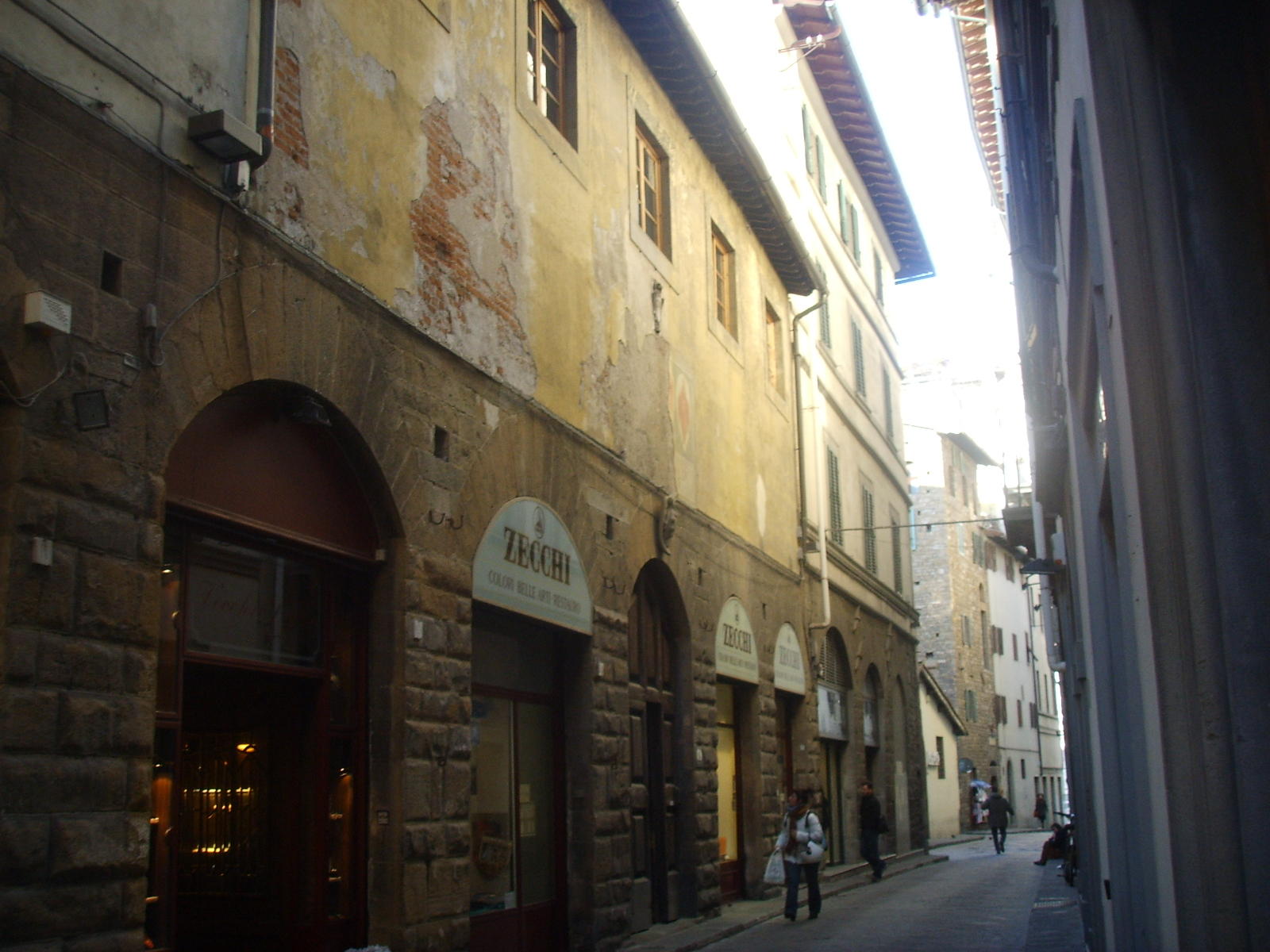
Via dello Studio

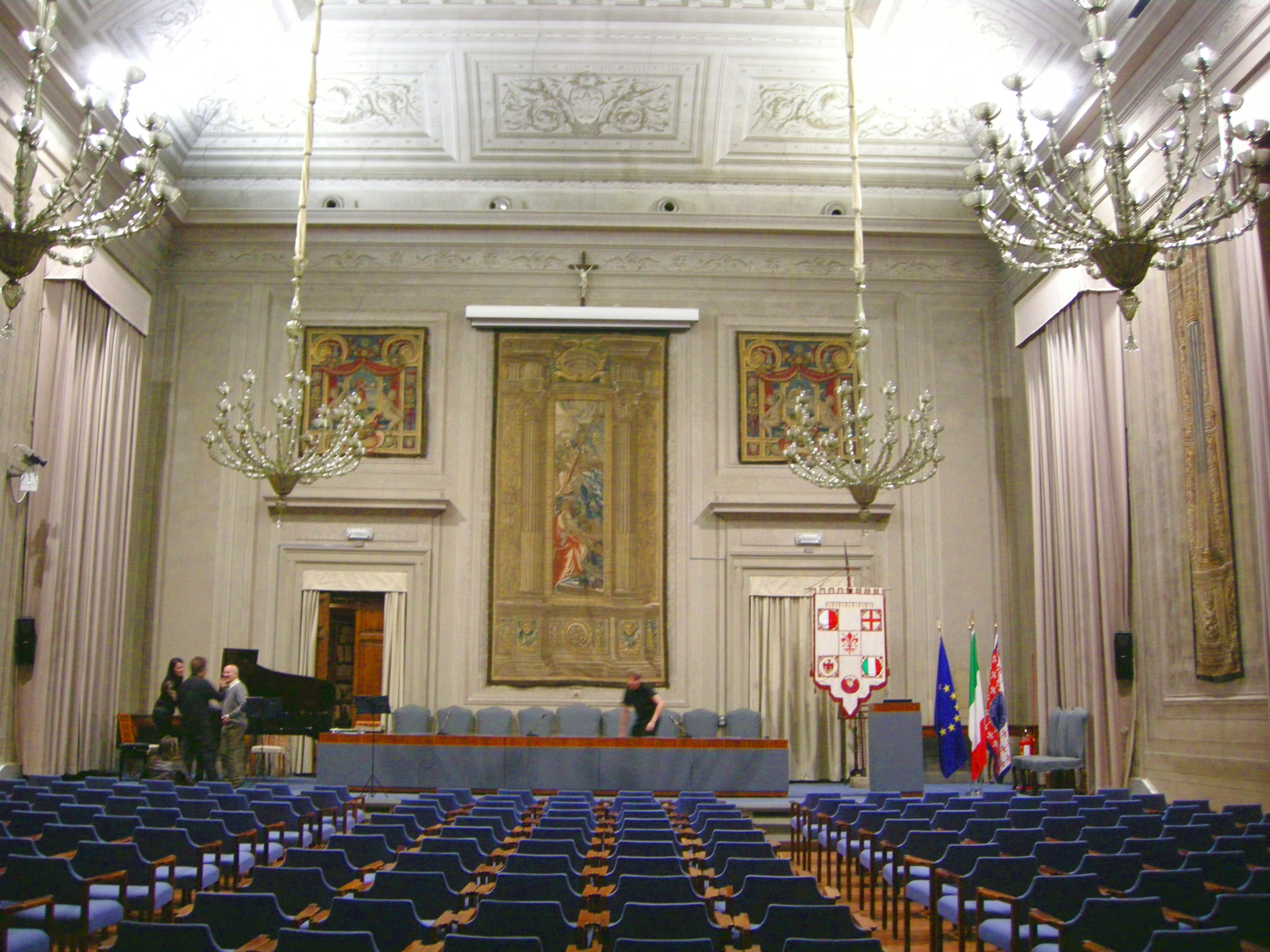
A rektorátus Aula magnája

1321-ben egy határozatnak köszönhetően a Firenzei Köztársaságban megalakult, a Studium generale, a Firenzei Egyetem valódi magja. Kezdetben a tanított tantárgyak, az ún. studiumok, a polgári és egyházi ítélkezési gyakorlat, az irodalom, a gyógyítás voltak, míg a híressé vált diákokat felkérték arra, hogy tanítsanak.
Hároméves tevékenység után, 1324-ben a Studium Firenze kénytelen volt abbahagyni a tanítást. 1349-ben VI. Kelemen pápa beavatkozásának köszönhetően, aki felismerve a Studium presztízsét, lehetőséget nyújtott az Intézetnek, hogy biztosítsa a rendszeres képzést (úgynevezett jogosultságot kapott). Ő alapította továbbá az első teológiai kart Itáliában.
1364-ben IV. Károly német-római császár uralkodása alatt, a Firenzei Egyetem Császári Egyetem lett, de az oktatás egy újabb megszakítása után, 1387-ben új jogszabályokat vezettek be, illetve létrehozták Európa első görög nyelvi tanszékét, jelentős fejlődést biztosítva az orvostudományban, hála a városi irányelvnek, amely az anatómiai stúdiumok rendelkezésére bocsátott két holttestet.
Folyamatos turbulens idők következtek Firenzére a Medici-család vezetésével. Lorenzo il Magnifico alatt, 1473-ban a Studium elköltözött Pisába. Egyesült a Pisai Egyetemmel, amely egyetemi referencia lett a Mediciek Toszkánai Nagyhercegsége számára. Csak a teológiai kollégium maradt Firenzében a humán stúdiumokkal. VIII. Károly francia király 1497 és 1515 között visszahozta Firenzébe a régi egyetemi rendszert, tovább erősítetve a tudományos tanulmányokat, de a Mediciek visszatérésével a Studiumot ismét Pisába vitték.
Ellentétben azzal, amit gondolnánk, ezek a folyamatos változások nem befolyásolták az oktatási és kutatási tevékenység presztízsét: I. Cosimo de’ Medici uralkodása alatt nőtt a tanszékek száma, s bővült a tanítás és a gyakorlati orvostudomány; ráadásul tudományos és irodalmi kutatásokat végeztek a Crusca és a Cimento akadémiáknál.
A kultúra terjedése ezen párhuzamos csatornákon keresztül szinte változatlan marad Firenzében egészen az olasz egyesülés éveiig. 1859-ben II. Lipót toszkánai nagyherceget száműzték, és az összes különálló tanítást egységesítették a Gyakorlati és Fejlett Fejlett Tanulmányok Intézetében. A következő évben az olasz egyesült állam egyetemként ismerte el, még akkor is, ha az intézet csak 1923 óta viseli a firenzei egyetem nevet.
Az egyetem a CINECA egyetemközi konzorcium egyik alapító tagja .
1999-ben az Európai Unió „Kiválósági Pólusként” ismerte el.
2011-ben a Firenzei Egyetem elnyerte az Egész életen át tartó Tanulás Nemzeti Programjának Erasmus-ösztöndíját a nemzetközi mobilitás iránti elkötelezettségéért, különösen a külföldi diákok befogadásáért.

## Szervezeti felépítése
A Firenzei Egyetem a 240/2010-es reformtörvény alapján a 12 meglevő kart tízbe szervezte át.

### Tanszékek
- Mezőgazdasági
- Építészeti
- Közgazdaságtani, Menedzserképző
- Jogi
- Mérnök-műszaki
- Pszichológiai
- Humángyógyászati
- Matematikai, Fizikai, Természettudományi
- „Cesare Alfieri” Politikatudományi
- Pedagógiai és Humántudományi

Az egyetem 2016/17-ben 55 hároméves bakkalaureátust, 65 mesterfokozatú és kilenc doktori kurzust indított.

### CERM
A CERM – mágneses rezonancia központ az NMR (Nuclear magnetic resonance spectroscopy of proteins) alkalmazásával a biomolekuláris kutatásokat támogatja.

## Könyvtári rendszer

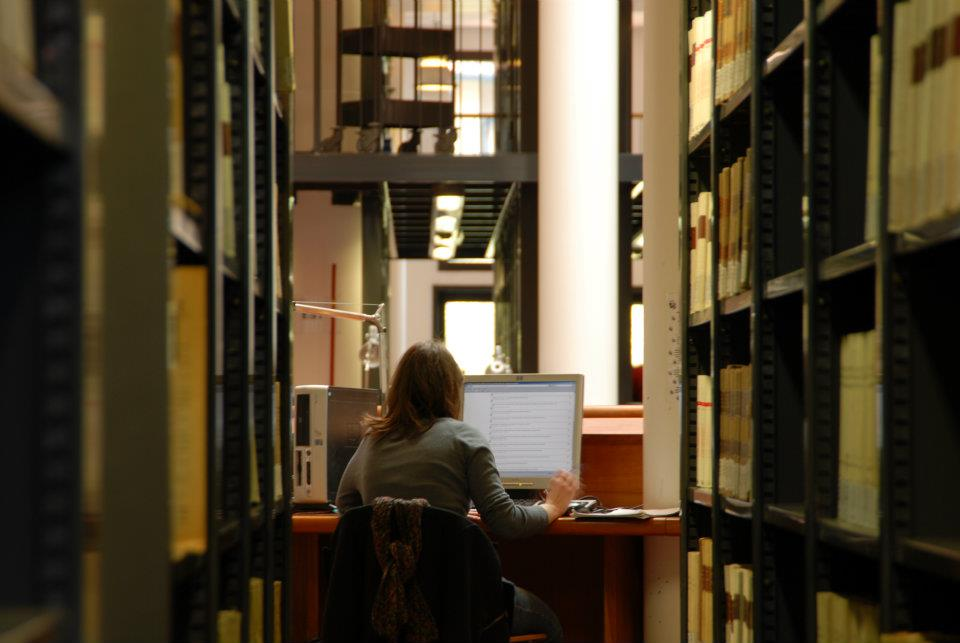
Az egyetemi könyvtári rendszer

Az Egyetemi Könyvtári Rendszer (SBA) egyetlen szervezeti egységbe foglalja a teljes könyvtári struktúrát, az egyetemi és kutatási dokumentumokat, ezekkel és néha szállítási integrációs szolgáltatásokkal ellátva az oktatást, kutatást.
A rendszer az 1995-ös fejlesztési folyamat során jött létre, amely öt szakterületi könyvtárra oszlik, mindnek van egy tudományos bizottsága, egy technikai menedzsmentbizottsága és egy igazgatója:
- Biomedikai Könyvtár
- Tudományos Könyvtár
- Társadalomtudományi Könyvtár
- Technológiai Tudományok Könyvtára
- Humán Könyvtár

A rendszer magába foglalja a pratói egyetemi campus multidiszciplináris szolgálati pontját is.

### Története
A legfontosabb tudományos központ alapját a Királyi Fizikai- és Természettörténeti Múzeum gyűjteménye képezte, amikor 1775-ben II. Lipót magyar király megalapította, amely gazdag tárháza a tudományos-technikai gépeknek, eszközöknek, többek között Galileo Galilei csodálatos gépeinek, amelyek most a Museo Galileo csillagászati obszervatóriumához (La Specola) tartoznak, amelynek neve Zoológiai Múzeum maradt.
1859-ben született meg Firenze felsőfokú tanulmányokra, azok gyakorlati tökéletesítésére szánt, a következő négy részből álló intézete (később háromra csökkent a jogtudományok Pisába költözésével): természettudományok, orvostudomány, sebészet, filozófia, filológia. Az intézet és szekcióinak létrejöttével elkezdődött az addig kevert harmonikus ágak, gyűjtemények, eszközök, berendezések, valamint könyvek feldarabolása. A könyvek a kari könyvtárakhoz kerültek, amelyek az egyes tudományágak köré szerveződtek, míg a tárgyak és az eszközök a múlt kísérleteinek megmaradt bizonyítékai mostanra az egyetem múzeumokba kerültek.
1924-ben a magasabb tanulmányok intézetének egyetemen alakulásakor a karok száma megnőtt, a könyvtárak, gyűjtemények fizikai töredezettsége az évek során úgy maradt, ahogy a történelem megalkotta. 1995-ben egységes könyvtári rendszer jött létre, hogy központosítva, egységesen kezelje a korábban önálló könyvtárakat, a felsőfokú tanulmányok intézetének megfelelő négy fő partíciót képezve, az új technológiának megfelelően.

### Szolgáltatás
A könyvtárnak mintegy három és fél millió másfél dokumentuma van. 2014. december 31-én a könyvtári rendszer egésze kínált kb. 30 000 tétel papíralapú folyóiratot, 312 adatbázist, több mint 157 000 e-könyvet, több mint 87 000 elektronikus folyóiratot, ingyenesen hozzáférhető számítógépeket, a FLORE (Florence Research Repository) Firenzei Kutatási Adattárat, az intézményi adattárat, teljes, intézményes hozzáférést az egyetem által betáplált tudományos publikációkat, valamint a teljes szöveget az egyetem szerzőitől, a csaknem 7000 tételt, az Egyetemi Könyvtári Rendszer digitalizált anyagait, a digitális nyomok (ujjlenyomatok) tervét is beleértve.

## Természettudományi múzeum
A Firenzei Egyetemhez tartozik a legfontosabb természeti múzeum Olaszországban és nemzetközi szinten az egyik legősibb is: a természettudományi múzeum. 1775-ben II. Lipót toszkánai nagyherceg alapította, de a magja 1545-ig, a Botanikus Kertig nyúlik vissza. Firenze történelmi városközpontjának hat különböző helyén fekszik, nyolcmillió kiállítási tárggyal, amelyek között rendkívüli tudományos leletek, természeti értékek: gyógynövények a tizenhatodik századból, értékes viaszok a settecentóból, fosszilis mamutcsontvázak, tarka pillangók gyűjteménye, nagy turmalinkristályok, aztékok impozáns faszobrai, a legnagyobb virágzat a világon. Egy olyan környezetben, amely csodálatos módja a természet, történelem, tudomány, művészet egységének.

## Firenze University Press (www.fupress.com)
Az egyetem nonprofit formában működő tudományos kiadóját a 2000-ben elindított az egyetemi könyvtári rendszer kísérleti projekt keretében, a 2003. május 15-én kiadott a 232. rektori határozattal alapították meg.
Az egyetemi kiadó a fiatal kutatók támogatására alapította a Firenzei Egyetem öt érdekeltségi területén (tudomány, technológia, társadalomtudományok, bölcsészettudományok, orvosbiológia) a legjobb dolgozatért járó PhD Thesis-díjat, melyet először 2007-ben adtak át.
Az egyetem rektora által kinevezett, a kiadó tevékenységét felügyelő Tudományos Tanács a firenzei Borgo Albizin működik.

## Kulturális tevékenység

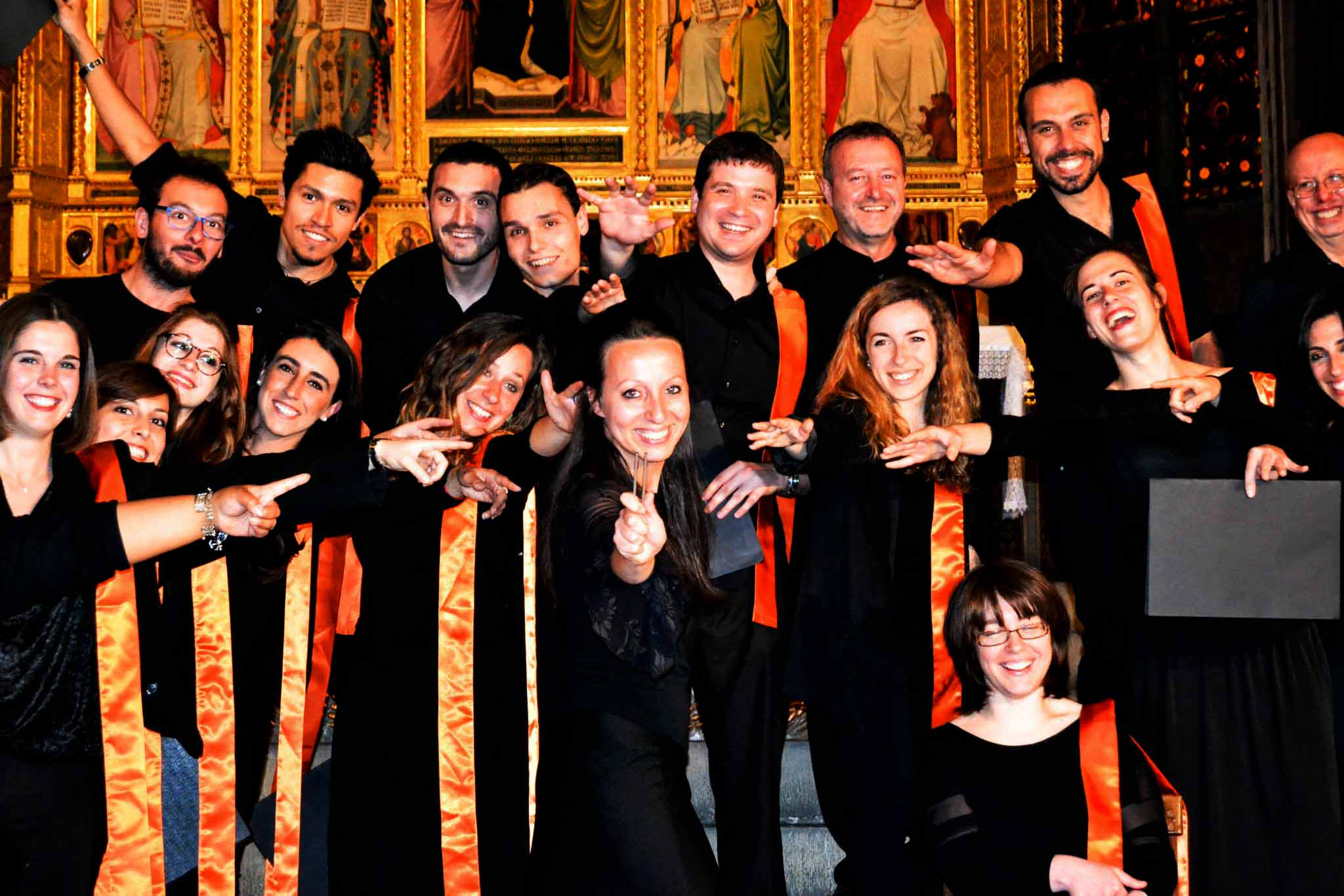
A Kórus felvétel szünetében

### Firenzei Egyetemi Kórus
A Firenzei Egyetemi Kórus 1996-ban alakult, 2000-ben egyesület lett. 2011 decemberében a Kulturális Örökségvédelmi és Tevékenységügyi Minisztériumtól elnyerte a Nemzeti Érdeklődésre Méltó Kórus díjat.
A tanulmányi évek szerint változó létszáma átlagosan negyven főből áll. A Firenzei Egyetemi Kórus vegyes kórus, amelynek főleg a cappella repertoárja az európai kulturális hagyományokon alapul.

### Egyetemi Színházi Társaság
2006–2007-ben az egyetemi színházi társaság megalapította a „Binario di Scambio” (Váltóvágány) csoportot konkrét tudományos és oktató tevékenységre. Kísérleti jelleggel az Előadóművészeti és Teljesítménytudományok kar végzős hallgatóinak előadásai az egyetem pratói kampuszán kerülnek megrendezésre. Állandó kreatív műhely, amely az egyetem minden tagja számára nyitva áll, a különböző korú és tapasztalatú diákokat gyűjti össze, hogy művészi hajlandóságukat és tehetségüket megvalósítsák. A kísérletezés és a színpadi gyakorlat évek alatt hasznos ötleteket, ismereteket és színházi értékeket hozott létre a fiatalok körében. A Társaság azért adta magának a „Váltóvágány” nevet, hogy hangsúlyozzák, színházuk hogyan ad lehetőséget a kíváncsiság felkeltésére, a kísérletezésre, az ötletek megvalósítására. A tapasztalat magában foglalja az alkotás minden vonatkozását, az ötlettől az ábrázolásig, a művészi szinttől a produktív és disztributív szintig. Sok projekt a 2013–2014-es tanévben megmutatta a történelem és a színház együttélését, a színházi tevékenység a történeti források népszerűsítésével, együttműködve Toszkána levéltári Szuperintendenciájával.

### Az egyetemi zenekar
A Firenzei Egyetemi Zenekar 1996-ban abból a célból alakult, hogy a diákok és az egész egyetem munkatársai lehetőséget kapjanak arra, hogy megtapasztalják az együttzenélés gyakorlatát, és gazdagítsák egyéni technikai tudásukat. Az Egyetemi Zenekar tizenöt éves tevékenysége során számos nemzetközi szólistát is felléptettek. 2012-ben a zenekar kitalálta a „Múzsák Temploma” koncertsorozatot, s az egyetem művészeti és látványos tevékenység küldötte ötlete alapján vasárnap reggel a Természettudományi Múzeumban lépnek fel. A zene és a tudomány boldog házasságában a Zenekar nyitja meg a firenzei polgárság ingyenes koncertjeit, amelyek során a klasszikus repertoár mellett új dalok, vagy kifejezetten kortárs zeneszerzők vesznek részt a projektben, többek között Stefano Nanni és Remo Anzovino. 2013 októberében vendégül látták a belga Leuven Zenekart, amivel megnyílt a zenei csereprogramok lehetősége más egyetemekkel.

## Professzorok és figyelemre méltó öregdiákok
- John Boffa költő
- Francesco Saverio Borrelli bíró
- Federico Cammeo ügyvéd

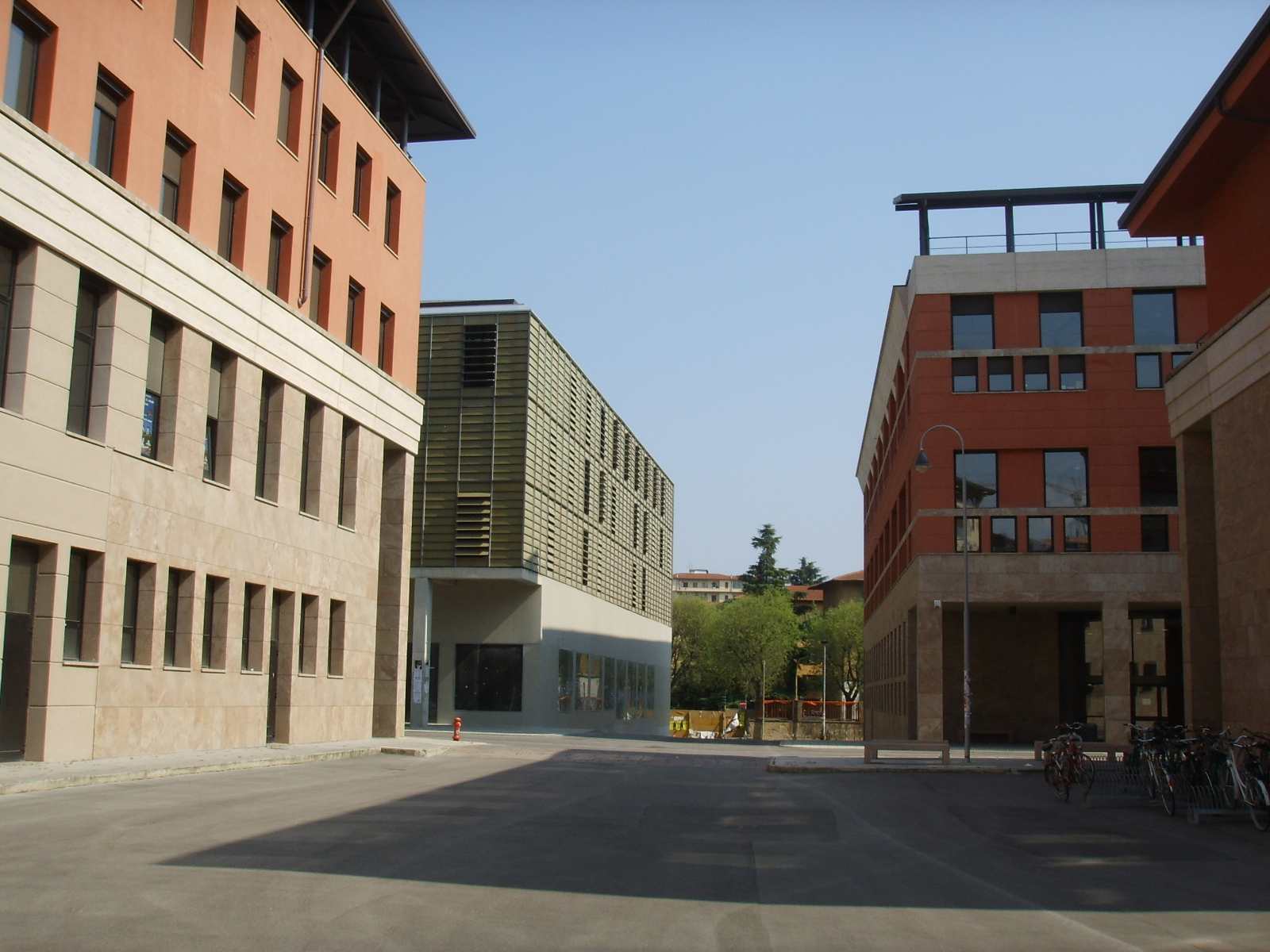
A novoli új társadalomtudományi kampusz

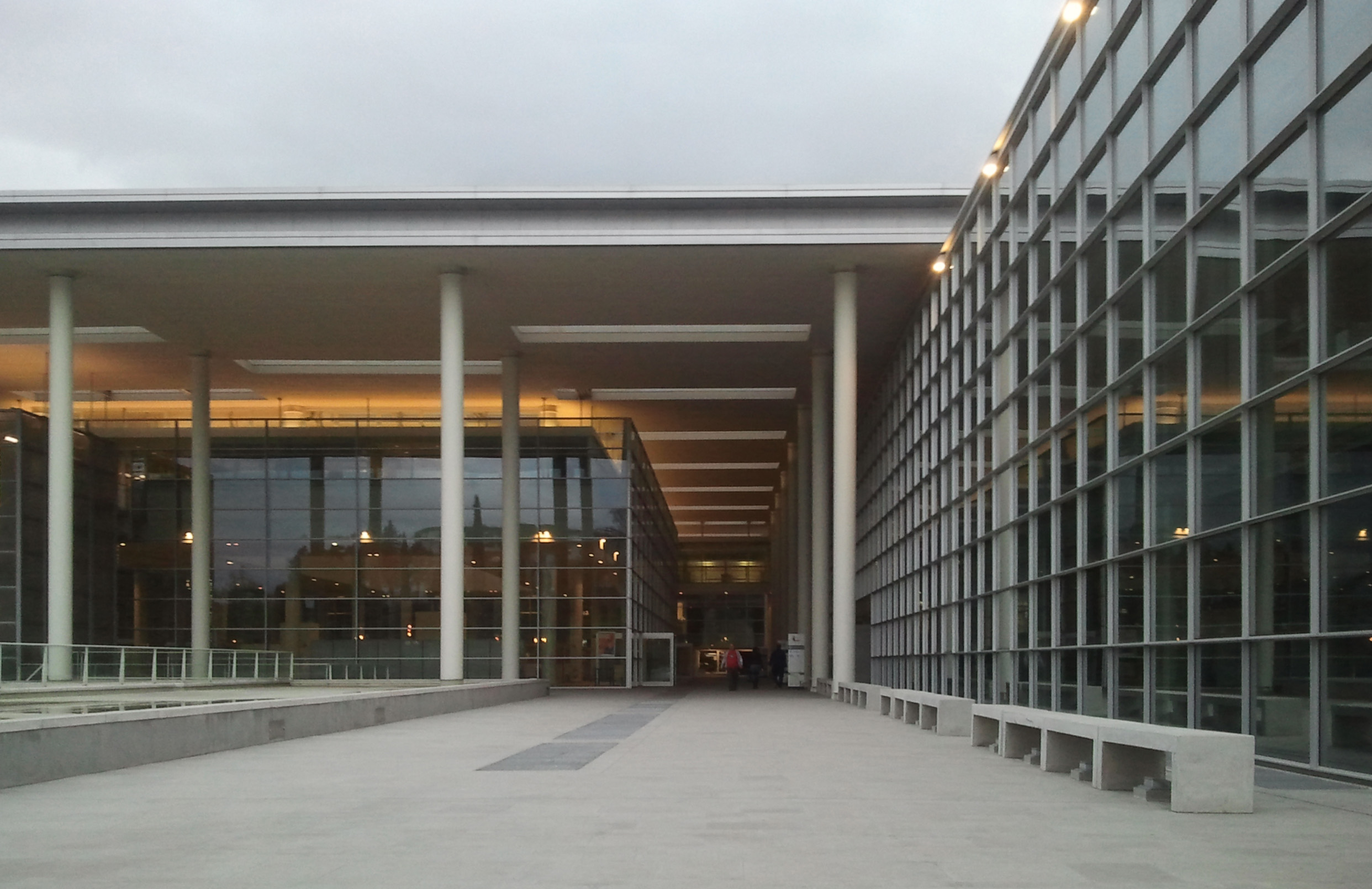
A careggi egyetemi kórház

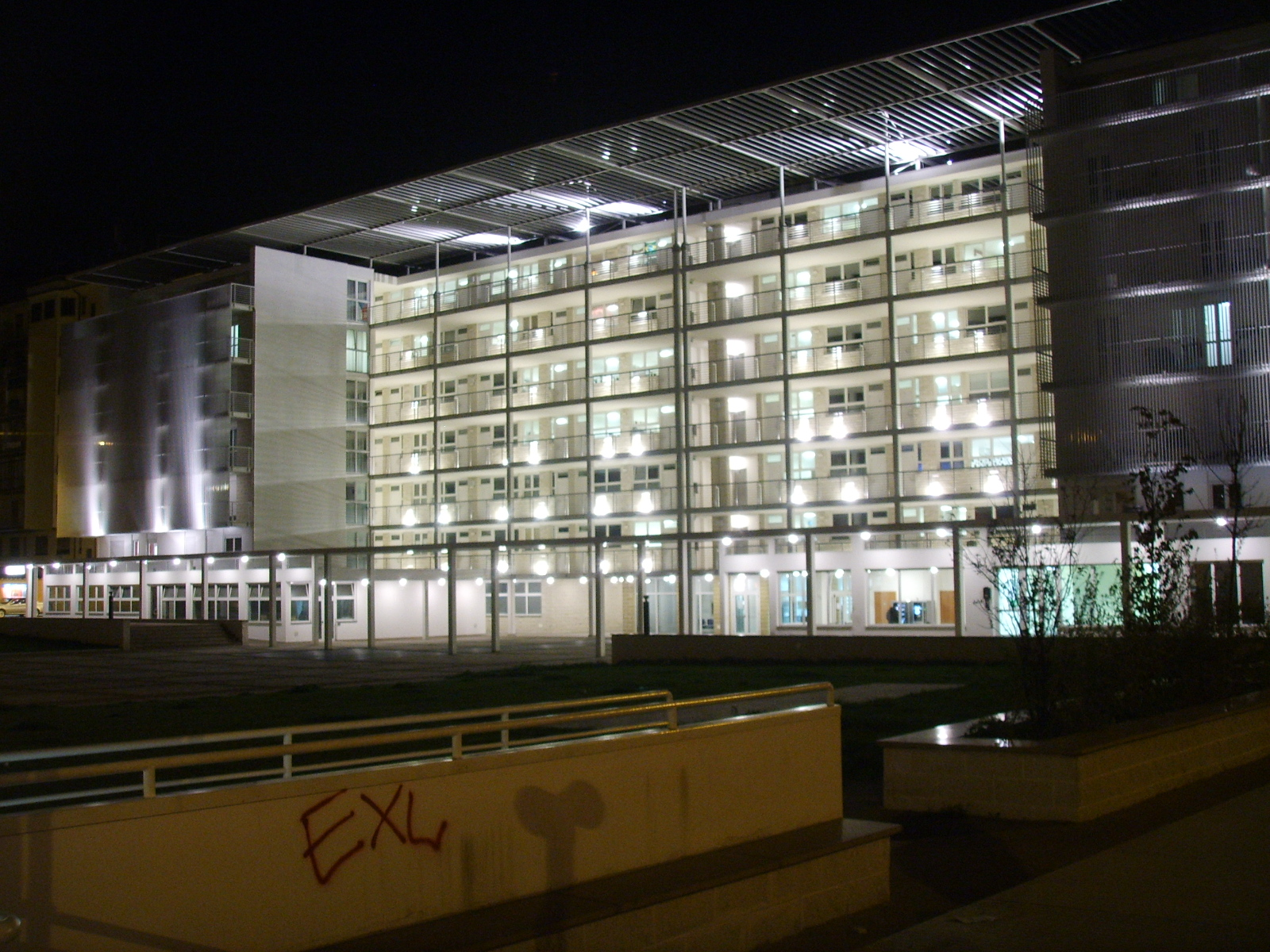
A Diákház, éjjel

- Lamberto Dini olasz politikus, az Olasz Köztársaság Minisztertanácsának korábbi elnöke
- Ardito Desio felfedező, geológus
- Leonardo Domenici politikus
- Mario Draghi közgazdász, az Európai Központi Bank elnöke
- Margherita Guidacci költőnő
- Margherita Hack asztrofizikus
- Giorgio La Pira politikus
- Mario Luzi költő
- Giacomo Marramao filozófus
- Indro Montanelli újságíró
- Paolo Nespoli űrhajós
- Gaetano Salvemini történész, politikus
- Sandro Pertini politikus, az Olasz Köztársaság egykori elnöke
- Rodolfo Pichi az egyetem botanikusa
- Paolo Poli színész
- Matteo Renzi politikus, korábbi miniszterelnök
- Giovanni Sartori politológus
- Giovanni Spadolini történész, újságíró, politikus, korábbi miniszterelnök, a Szenátus elnöke
- Pier Luigi Vigna bíró
- Dario Nardella Firenze polgármestere
- Paolo Grossi jogász, történész, az alkotmánybíróság elnöke
- Giuseppe Conte ügyvéd jelenlegi (2018) olasz miniszterelnök

## Rektorok
- Giulio Chiarugi 1924-től 1926-ig[2]
- Enrico Burci 1926-tól 1930-ig
- Bindo De Vecchi 1930-tól 1936-ig
- Giorgio Abetti (pro-rektor) 1936/1937
- Arrigo Serpieri 1937-től 1943-ig
- Piero Calamandrei 1943. július-október
- Jacopo Mazzei az akadémiai szenátus megbízottja 1943–44-ben
- Mario Marsili libelli 1944. február–augusztus
- Enrico Greppi CLN-megbízott, 1944. augusztus-szeptember
- Piero Calamandrei (pro-rektor) 1944–45
- Piero Calamandrei 1945-től 1947-ig
- Bruno Borghi 1947-től 1953-ig
- Paul Lamanna 1953-tól 1961-ig
- Gian Gualberto Archi 1961–1967
- Giacomo Devoto 1967/68
- Carlo Alberto Funaioli 1968-tól 1971-ig
- Giorgio Sestini 1971-től 1973-ig
- Joseph Rokonai 1973-tól 1976-ig
- Enzo Ferroni 1976-tól 1979-ig
- Franco Scaramuzzi 1979-től 1991-ig
- Paul Blasi 1991-től 2000-ig
- Augusto Marinelli 2000-től 2009-ig
- Alberto Tesi, 2009-től 2015-ig
- Luigi Dei, 2015 óta

## Bibliográfia
- Armando Felice Verde: Lo Studio fiorentino, 1473–1503: ricerche e documenti, 6 vol., Firenze, Istituto nazionale di studi sul Rinascimento-Olschki, 1973–2010 (olaszul)
- szerk.: Parretti grafiche: Storia dell'ateneo fiorentino: contributi di studio (olasz nyelven) ([1986])
- szerk.: Olschki: L'Università degli studi di Firenze, 1924–2004 (olasz nyelven) (2004) ISBN 88-222-5379-5
- Università degli studi di Firenze.szerk.: Imprima unigraf: Guida ai servizi bibliotecari (olasz nyelven) ISBN 88-222-5379-5
- Mauro Mugnai.szerk.: Giunta regionale toscana, La Nuova Italia: Le biblioteche dell'Università di Firenze (olasz nyelven) (1983)
ISBN 88-221-0066-2

## Fordítás
Ez a szócikk részben vagy egészben  az   Università degli Studi di Firenze című olasz Wikipédia-szócikk ezen változatának fordításán alapul.  Az eredeti cikk szerkesztőit annak laptörténete sorolja fel. Ez a jelzés csupán a megfogalmazás eredetét és a szerzői jogokat jelzi, nem szolgál a cikkben szereplő információk forrásmegjelöléseként.